# Missione La Purísima Concepción de Cadegomó
La Missione La Purísima Concepción de Cadegomó (nota come La Purísima), fu fondata a ovest di Loreto nella Penisola della California, Bassa California del Sud, dal gesuita missionario di origini sivigliane, padre Nicolás Tamaral nel 1720; la costruzione fu finanziata dal marchese di Villapuente de la Peña, José de la Puente, e dalla di lui consorte marchesa de las Torres de Rada.
Nel 1735 la missione fu trasferita in una nuova località nella fattoria dei Cochimí, nota come "Cadegomó", a circa 30 chilometri a sud della destinazione originale. La missione fu abbandonata nel 1822. All'inizio del XX secolo era ancora in uso la chiesa della missione, ma nel 2000 erano rimaste solo alcune trace della struttura.
Non va confusa con la Missione della Purísima Concepción de la Santísima Virgen María sita nel territorio di Lompoc, nella contea di Santa Barbara, California (Stati Uniti d'America)